# João Mário Naval da Costa Eduardo
João Mário Naval da Costa Eduardo (Porto, 19 de janeiro de 1993), mais conhecido como João Mário, é um futebolista português que atua como meia. Atualmente joga pelo Beşiktaş.

## Carreira

### FC Porto
Senhor da bola, sempre a tocar nela, por esse motivo ele jogava, ele esteve no FC Porto por 2 anos.

### Sporting
Com onze anos de idade, rumou ao Sporting CP, onde fez toda a sua formação. O jogador estreou-se pela equipa profissional em 2011, com 18 anos, frente à Lazio num jogo a contar para a Liga Europa. Com inúmeras internacionalizações, uma Taça de Portugal e uma Supertaça no seu currículo, foi titular no plantel principal do Sporting.

### Vitória de Setúbal
Foi emprestado para o Vitória de Setúbal, em 2014.

### Internazionale
Em 28 de agosto de 2016, foi contratado pela Inter de Milão, da Itália, por 40 milhões de euros. É a segunda transferência mais cara de um português a sair da Liga Portuguesa, a seguir a de João Félix do Benfica para o Atlético de Madrid.

### West Ham
Em 2018, foi emprestado para o West Ham.

### Lokomotiv Moscou
Em 27 de agosto de 2019, foi emprestado para o Lokomotiv Moscou.

### Segunda passagem no Sporting C.P.
Em 3 de outubro de 2020, foi revelado que, após 4 anos, João voltou para o Sporting, por empréstimo, para a temporada 2020/2021.

### SL Benfica
Em 13 de julho de 2021, João Mário foi oficializada a contratação de João pelo Sport Lisboa e Benfica, após recisão com o Inter de Milão.

### Beşiktaş
Em 4 de setembro de 2024, João Mário foi emprestado ao clube turco Beşiktaş até ao final da temporada com opção de compra.

## Seleção Portuguesa
Estreou pela Seleção Portuguesa principal em 11 de outubro de 2014, em partida amigável contra a França. Foi convocado por Fernando Santos para o Campeonato Europeu de Futebol de 2016 (UEFA Euro 2016), onde actuou em todas as partidas realizadas por Portugal, que acabou por se sagrar campeão Europeu. Em consequência, a 10 de julho de 2016 foi agraciado com o grau de Comendador da Ordem do Mérito.

## Estilo de jogo
O treinador Luciano Spalletti, afirmou que João Mário "tem o passe curto, o chute e o drible. Mas em alguns momentos peca na execução.". O treinador David Moyes exaltou o dinamismo de João Mário: "Ele vai e volta e pode cobrir o campo com facilidade". 

## Vida pessoal
O seu irmão mais velho, Wilson Eduardo, também é futebolista, jogando actualmente no Al-Ain FC, da Qatar Stars League. 

## Títulos
Sporting
- Taça de Portugal: 2014–15
- Supertaça Cândido de Oliveira: 2015
- Taça da Liga: 2020–21
- Primeira Liga: 2020–21

Benfica
- Primeira Liga: 2022–23
- Supertaça Cândido de Oliveira: 2023

Seleção Portuguesa
- Eurocopa: 2016